# Seznam zbornic Slovenije
Seznam zbornic Slovenije
- Delavska zbornica Slovenije
- Gospodarska zbornica Slovenije
- Inženirska zbornica Slovenije
- Kmetijsko - gozdarska zbornica Slovenije
- Komunalna zbornica Slovenije
- Kulturniška zbornica Slovenije
- Lekarniška zbornica Slovenije
- Nepremičninska zbornica Slovenije
- Notarska zbornica Slovenije
- Obrtna zbornica Slovenije
- Odvetniška zbornica Slovenije
- Slovenska oglaševalska zbornica
- Socialna zbornica Slovenije
- Trgovinska zbornica Slovenije
- Veterinarska zbornica Slovenije
- Zbornica in društvo delovnih terapevtov Slovenije
- Zbornica javnih služb
- Zbornica Republike Slovenije za zasebno varovanje
- Zbornica za arhitekturo in prostor Slovenije
- Zdravniška zbornica Slovenije